# 우주기원론

우주구조기원론(宇宙構造起源論. cosmogony, 문화어: 우주진화론)이란 우주 또는 그 우주 안의 소위 지적 존재들의 실재의 기원을 밝히고자 하는 모든 모형을 말한다. 완벽한 우주구조기원론을 만들어내는 것은 과학철학 및 인식론 쌍방에 영향을 미친다.